# Patriziella
Patriziella es un género de escarabajos de la familia Leiodidae.

## Especies
Se reconocen las siguientes:
- Patriziella muceddai
- Patriziella nuragica
- Patriziella sardoa